# РД-0110Р
РД-0110Р (Індекс ГРАУ — 14Д24) — чотирикамерний рідинний ракетний двигун, що працює на гасі і рідкому кисні. Створений в конструкторському бюро хімавтоматики, призначений для блоку першого ступеня ракети-носія легкого класу «Союз-2-1в».
Двигун розроблений на базі двигуна РД0110 (11Д55) з поворотними камерами згоряння. Двигун розташований на силовому кільці хвостового відсіку ракети-носія. Кут хитання всіх чотирьох камер ± 450. Генераторний газ після турбіни і теплообмінника скидається крізь сопло скидання, створюючи додаткову тягу.
Двигун розроблявся в конструкторському бюро хімавтоматики в інтересах Державного науково-виробничого ракетно-космічного центру «ЦСКБ-Прогрес» (Самара). У складі першого ступеня ракети-носія «Союз-2-1в» він маєзбільшити тягооснащеність ракети і виконувати функцію стернового двигуна, завдяки якому здійснюється управління польотом ракети на початковій ділянці її виведення в космос.
Двигуни НК-33 були розроблені у 1970-х роках в рамках реалізації «місячної програми» і призначалися для установки на ракету Н-1. Після скасування цієї програми залишилось багато двигунів, згодом було вирішено використовувати їх для нових, надійніших ракетоносіїв. У квітні 2010 «Воронезький механічний завод» спільно з «конструкторським бюро хімавтоматики» почав виготовлення стернового двигуна РД-0110Р, який у поєднанні з двигуном НК-33 дозволить отримати перший ступінь ракети-носія з мінімальними витратами.
Перші вогневі випробування відбулись 15 липня 2012.
Створення стернового двигуна РД-0110Р у зв'язці з двигуном НК-33 підвищить надійність ракет, скоротить терміни доведення і зменшить витрати на виготовлення ракет-носіїв удесятеро.